# 三浦芳聖
三浦芳聖（1904年9月17日—1971年3月30日）是一位日本新興哲學宗教神風串呂的創立人。他在二戰日本投降之後，自稱是日本皇位的正統繼承人，人稱三浦天皇，芳聖天皇，並進行皇居遷都提倡運動。他在日本自稱天皇中名氣僅次於熊澤寬道和璽光尊。

## 主張
三浦芳聖持以下主張：
日本南朝1336年（延元元年）10月後醍醐天皇的皇位繼承應為位於北陸的神皇正統朝廷（皇統，北陸朝廷），而後醍醐天皇在吉野的朝廷其實是偽裝的副統朝廷，事實上南朝有「正副二統」存。所謂的後龜山天皇（三浦主張稱為「熙成王」）在足利義滿謀略的合一成功後，正統天皇把三種神器封印在地下深處，隱藏至今，而三浦家是正統皇統家的後裔。
三浦芳聖主張使用以神風串呂的占卜方法去理解任何事情的起因。基於此方法，三浦認為天皇皇居地理位置並不佳，於是進行「皇居遷都提倡運動」。

### 三浦主張的正確皇統
以下是三浦主張的天皇，時間以舊曆計算。
- 東山天皇（尊良親王）：在位：1336年（延元元年）10月9日 - 1337年（延元2年）2月5日
  - 1304年（嘉元2年）8月8日生 - 1337年（延元2年）3月6日崩
  - 父：後醍醐天皇，母：二條為世之女二條為子，「皇后」：西園寺公顯之女藤原清子（御匣殿）
  - 三浦指受神靈啟示，依神風串呂的調查研究發現1336年後醍醐天皇已經讓位。三浦著的《太平記》主張當時很多兵士殉死，尊良毫無疑問的繼位天皇。

- 興國天皇（守永親王）：在位：1337年（延元2年）2月5日 - 1368年（正平23年）3月23日
  - 1328年（嘉曆3年）9月生 - 1397年（應永4年）3月崩
  - 父：東山天皇，母：藤原清子
  - 東山天皇於越前金崎城讓位給他。

- 小松天皇（興良親王）：在位：1368年（正平23年）3月23日 - 1373年（文中2年）5月26日
  - 1334年（建武元年）3月14日生 - 1375年（天授元年）崩
  - 父：宗良親王，母：藤原貞長之女（駿河姬），「皇后」：元子内親王（興國天皇之「皇女」，小室門院）
  - 三浦指興國天皇讓位給他。

- 松良天皇（正良親王）：在位：1373年（文中2年）5月26日 - 1410年（應永17年）
  - 1364年（正平19年）8月8日生 - 1417年（應永24年）5月24日崩
  - 父：興良親王，母：小室門院
  - 山梨縣都留市法能的「富士皇居」出現。1388年（元中5年）足利義滿軍率領15萬大軍之攻打，富士皇居和北陸陷落。松良天皇以後逃至遠州、三州等地方，1405年（應永12年）在愛知縣豐川市萩町隱居。。

- 大宝天皇（美良親王）：在位：1410年（應永17年） - 1454年（享徳3年）
  - 1394年（應永元年）生 - 1481年3月15日崩
  - 父：松良天皇，母：綾子姬（「長慶院法皇」皇女），「皇后」：三浦佐久姬（建武新政活躍的富士大宮司三浦義勝5代孫，即木花佐久耶姬）
  - 室町幕府懸賞以打探他的蹤跡，他在不同地方隱伏。
  - 1454年（享德3年）受天照大神勅令，將三種神器埋於現時岡崎市牧平町大門的位置。以「皇后」姓氏三浦，稱自己作三浦藤太夫埋名為平民。

三浦亦主張南朝天皇長慶天皇（寛成親王）的經歷如下：
- 寬成親王為南朝抗戰派，1373年（文中2年）之小松上皇死後就任攝政。
- 松良天皇曾接受太上天皇稱號（出嫁後為「長慶院法皇」）。

## 著作
- 《糾正日本的歷史徹底的謬誤 神皇正統家秘傳的神風串呂（串呂哲學和地文學）及皇統家系譜的其他文獻》（日语：徹底的に日本歴史之誤謬を糺す－神皇正統家極秘伝の神風串呂(串呂哲学と地文学)及皇統家系譜其他文献を以て，1970年）

## 外部連結
- 三浦芳聖[永久]